# 藤山朗
藤山 朗（ふじやま あきら、1932年10月24日 - 2015年10月14日）は、日本の経営者。藤沢薬品工業社長、会長を務めた。

## 経歴
大阪府出身。1956年に大阪大学薬学部を卒業し、同年に藤沢薬品工業に入社。1984年6月に取締役に就任し、1987年6月に常務、1989年3月に専務を経て、1991年6月に副社長に就任し、1992年6月には社長に昇格。1999年6月に会長に就任し、2005年4月からアステラス製薬相談役を務めた。
2005年4月に旭日重光章を受章。
2015年10月14日心不全のために死去。82歳没。